# Кели Тръмп
Кели Тръмп (на английски: Kelly Trump) е артистичен псевдоним на германската порнографска актриса Никол Хейка  (Nicole Heyka), родена на 27 август 1970 г. в град Ботроп, ФРГ, днешна Германия.

## Награди
- 1995: Награда на Брюкселския международен фестивал на еротиката за най-добра актриса.[3]
- 1997: Награда на Брюкселския международен фестивал на еротиката за най-добра актриса.[3]
- 1997: Venus награда за най-добра германска актриса.[3]
- 1999: Venus награда за най-добра германска актриса.[3]
- 2001: Venus награда за най-добра германска актриса.[3][4]